# Chiasmus facialis
Chiasmus facialis är en insektsart som beskrevs av William Lucas Distant 1918. Chiasmus facialis ingår i släktet Chiasmus och familjen dvärgstritar. Inga underarter finns listade i Catalogue of Life.